# Hà Đức Chinh
Hà Đức Chinh (sinh ngày 22 tháng 9 năm 1997) là một cầu thủ bóng đá chuyên nghiệp người Việt Nam hiện đang chơi ở vị trí tiền đạo cho câu lạc bộ Becamex Bình Dương và đội tuyển quốc gia Việt Nam.
Hà Đức Chinh là thành viên đội tuyển U-20 Việt Nam tham dự U-20 World Cup 2017 tại Hàn Quốc.

## Tiểu sử
Hà Đức Chinh là người dân tộc Mường, sinh ra tại xóm Dụ, xã Xuân Đài, huyện Tân Sơn, tỉnh Phú Thọ trong một gia đình thuần nông nghèo khó. Bản thân Đức Chinh đam mê đá bóng từ nhỏ nhưng gia đình không có điều kiện mua bóng nên phải đến khi vào lớp 4, được chọn vào đội bóng của trường, Đức Chinh mới được làm quen với quả bóng. Anh tham gia nhiều giải đá bóng nhi đồng và được các huấn luyện viên bóng đá của tỉnh đưa xuống huấn luyện tại trường Năng khiếu TDTT tỉnh Phú Thọ.
Từ năm 2007 đến năm 2012, Hà Đức Chinh thường xuyên góp mặt trong những giải đấu phong trào cấp huyện, cấp tỉnh. Tuy nhiên, niềm đam mê và tài năng của Đức Chinh chính thức được phát huy, toả sáng khi khoác áo đội nhà Phú Thọ thi đấu tại Hội khỏe Phù Đổng năm 2012 diễn ra ở Cần Thơ. Hà Đức Chinh đã gây được sự chú ý với huấn luyện viên Trần Minh Chiến cùng các tuyển trạch viên của lò đào tạo bóng đá trẻ PVF. Anh được tuyển vào trung tâm đào tạo bóng đá trẻ PVF vào năm 2012.

## Sự nghiệp
Hà Đức Chinh thuộc lứa cầu thủ tuyển U-19 Việt Nam tham dự chung kết giải U-19 Đông Nam Á 2015 và đoạt vé dự vòng chung kết U-19 châu Á 2016. Trước đó, đội tuyển anh tham dự đã giành chức vô địch U19 quốc gia 2015 với 7 lần lập công.
Mùa giải V-League 2016, Hà Đức Chinh nằm trong số 6 cầu thủ của PVF được đem cho Than Quảng Ninh mượn để thi đấu. PVF đã đồng ý và không thu bất kỳ khoản phí nào. Tuy nhiên, đi kèm yêu cầu câu lạc bộ Than Quảng Ninh phải cam kết đảm bảo số trận ra sân thi đấu nhất định cho các cầu thủ PVF nhằm đảm bảo các cầu thủ phải được cọ xát tại sân chơi V-League. Đại diện câu lạc bộ Than Quảng Ninh không tiết lộ mức lương thưởng cụ thể nhưng chắc chắn không thấp hơn mức phụ cấp 250.000 đồng/ngày các cầu thủ hưởng ở PVF.
Ngày 18 tháng 11 năm 2016, Hà Đức Chinh cùng 8 cầu thủ được trao chứng nhận hoàn thành khóa đào tạo cầu thủ bóng đá trẻ đầu tiên của Quỹ Đầu tư và Phát triển Tài năng Bóng đá Việt Nam diễn ra tại Trung tâm Thể thao Thành Long. Đức Chinh được PVF ký kết bàn giao cho câu lạc bộ SHB Đà Nẵng để thi đấu cho mùa giải V-League 2017 cùng với Mạc Đức Việt Anh, Đỗ Thanh Thịnh và Phạm Trọng Hóa.
Ban đầu, Đức Chinh không được huấn luyện viên Park Hang-seo đánh giá quá cao khi tập trung cùng U-23 Việt Nam chuẩn bị cho vòng chung kết U-23 châu Á 2018. Tuy nhiên, sự nỗ lực trong tập luyện và thi đấu giúp anh dần ghi điểm với ông thầy người Hàn Quốc. Hai pha lập công trong các trận giao hữu vào lưới câu lạc bộ Ulsan Hyundai và tuyển U-23 Palestine giúp Đức Chinh được HLV Park điền tên vào danh sách tham dự vòng chung kết giải U-23 châu Á năm 2018 tại Trung Quốc.
Ngày 4 tháng 11 năm 2021, Hà Đức Chinh chính thức chia tay câu lạc bộ SHB Đà Nẵng. Sau đó, anh đã tìm được bến đỗ mới là câu lạc bộ Topenland Bình Định. Tuy nhiên, Đức Chinh lại không có phong độ tốt trong màu áo mới, sau 31 trận đấu tiên, anh không có nổi pha lập công nào ở các giải chính thức.
Ngày 31 tháng 7 năm 2024, câu lạc bộ Becamex Bình Dương công bố chiêu mộ thành công tiền đạo Hà Đức Chinh.

## Đời sống cá nhân
Ngày 22 tháng 2 năm 2022, Hà Đức Chinh đã chính thức kết hôn với cô bạn gái 4 năm Mai Hà Trang.

## Thống kê sự nghiệp

### Câu lạc bộ
Tính đến ngày 27 tháng 6 năm 2023
| Câu lạc bộ            | Mùa giải       | Giải đấu       | Giải đấu | Giải đấu | Cúp quốc gia | Cúp quốc gia | Cúp châu lục | Cúp châu lục | Khác | Khác | Tổng cộng | Tổng cộng |
| Câu lạc bộ            | Mùa giải       | Hạng           | Trận     | Bàn      | Trận         | Bàn          | Trận         | Bàn          | Trận | Bàn  | Trận      | Bàn       |
| --------------------- | -------------- | -------------- | -------- | -------- | ------------ | ------------ | ------------ | ------------ | ---- | ---- | --------- | --------- |
| Than Quảng Ninh       | 2016           | V.League 1     | 2        | 0        | 1            | 0            | —            | —            | —    | —    | 3         | 0         |
| Thành phố Hồ Chí Minh | 2016           | V.League 2     | 6        | 1        | —            | —            | —            | —            | —    | —    | 6         | 1         |
| SHB Đà Nẵng           | 2017           | V.League 1     | 23       | 6        | 3            | 3            | —            | —            | —    | —    | 26        | 9         |
| SHB Đà Nẵng           | 2018           | V.League 1     | 25       | 9        | 3            | 1            | —            | —            | —    | —    | 28        | 10        |
| SHB Đà Nẵng           | 2019           | V.League 1     | 23       | 2        | 1            | 0            | —            | —            | —    | —    | 24        | 2         |
| SHB Đà Nẵng           | 2020           | V.League 1     | 14       | 4        | 2            | 1            | —            | —            | —    | —    | 16        | 5         |
| SHB Đà Nẵng           | 2021           | V.League 1     | 12       | 2        | 1            | 1            | —            | —            | —    | —    | 13        | 3         |
| SHB Đà Nẵng           | Tổng cộng      | Tổng cộng      | 97       | 23       | 10           | 6            | 0            | 0            | 0    | 0    | 107       | 29        |
| Topenland Bình Định   | 2022           | V.League 1     | 22       | 0        | 4            | 0            | —            | —            | —    | —    | 26        | 0         |
| Topenland Bình Định   | 2023           | V.League 1     | 11       | 1        | 0            | 0            | 0            | 0            | —    | —    | 11        | 1         |
| Topenland Bình Định   | Tổng cộng      | Tổng cộng      | 33       | 1        | 4            | 0            | 0            | 0            | 0    | 0    | 37        | 0         |
| Tổng sự nghiệp        | Tổng sự nghiệp | Tổng sự nghiệp | 130      | 24       | 14           | 6            | 0            | 0            | 0    | 0    | 144       | 30        |

### Quốc tế
Tính đến ngày 26 tháng 12 năm 2021
| Đội tuyển quốc gia | Năm       | Trận | Bàn |
| ------------------ | --------- | ---- | --- |
| Việt Nam           | 2018      | 4    | 0   |
| Việt Nam           | 2019      | 1    | 0   |
| Việt Nam           | 2021      | 9    | 0   |
| Việt Nam           | 2022      | 2    | 0   |
| Tổng cộng          | Tổng cộng | 16   | 0   |

### Bàn thắng quốc tế
U-22 Việt Nam
| # | Ngày                 | Địa điểm                                           | Đối thủ   | Bàn thắng | Kết quả | Giải đấu       |
| - | -------------------- | -------------------------------------------------- | --------- | --------- | ------- | -------------- |
| 1 | 25 tháng 11 năm 2019 | Sân vận động bóng đá Biñan, Biñan, Philippines     | Brunei    | 1–0       | 6–0     | SEA Games 2019 |
| 2 | 25 tháng 11 năm 2019 | Sân vận động bóng đá Biñan, Biñan, Philippines     | Brunei    | 2–0       | 6–0     | SEA Games 2019 |
| 3 | 25 tháng 11 năm 2019 | Sân vận động bóng đá Biñan, Biñan, Philippines     | Brunei    | 3–0       | 6–0     | SEA Games 2019 |
| 4 | 25 tháng 11 năm 2019 | Sân vận động bóng đá Biñan, Biñan, Philippines     | Brunei    | 5–0       | 6–0     | SEA Games 2019 |
| 5 | 3 tháng 12 năm 2019  | Sân vận động tưởng niệm Rizal, Manila, Philippines | Singapore | 1–0       | 1–0     | SEA Games 2019 |
| 6 | 7 tháng 12 năm 2019  | Sân vận động tưởng niệm Rizal, Manila, Philippines | Campuchia | 2–0       | 4–0     | SEA Games 2019 |
| 7 | 7 tháng 12 năm 2019  | Sân vận động tưởng niệm Rizal, Manila, Philippines | Campuchia | 3–0       | 4–0     | SEA Games 2019 |
| 8 | 7 tháng 12 năm 2019  | Sân vận động tưởng niệm Rizal, Manila, Philippines | Campuchia | 4–0       | 4–0     | SEA Games 2019 |

U-23 Việt Nam
| # | Ngày                 | Địa điểm                                                     | Đối thủ    | Bàn thắng | Kết quả       | Giải đấu                                        |
| - | -------------------- | ------------------------------------------------------------ | ---------- | --------- | ------------- | ----------------------------------------------- |
| 1 | 19 tháng 7 năm 2017  | Sân vận động Thống Nhất, Thành phố Hồ Chí Minh, Việt Nam     | Đông Timor | 1–0       | 4–0           | Vòng loại giải vô địch U-23 châu Á 2018         |
| 2 | 15 tháng 8 năm 2017  | Sân vận động Hội đồng Thành phố Selayang, Selayang, Malaysia | Đông Timor | 2–0       | 4–0           | SEA Games 2017                                  |
| 3 | 20 tháng 1 năm 2018  | Sân vận động Thường Thục, Thường Thục, Trung Quốc            | Iraq       | 3–2       | 3–3 (5–3pen.) | Giải vô địch U-23 châu Á 2018                   |
| 4 | 22 tháng 3 năm 2019  | Sân vận động Quốc gia Mỹ Đình, Hà Nội, Việt Nam              | Brunei     | 1–0       | 6–0           | Vòng loại giải vô địch bóng đá U-23 châu Á 2020 |
| 5 | 26 tháng 3 năm 2019  | Sân vận động Quốc gia Mỹ Đình, Hà Nội, Việt Nam              | Thái Lan   | 1–0       | 4–0           | Vòng loại giải vô địch bóng đá U-23 châu Á 2020 |
| 6 | 13 tháng 10 năm 2019 | Sân vận động Thống Nhất, Thành phố Hồ Chí Minh, Việt Nam     | UAE        | 1–1       | 1–1           | Giao hữu                                        |

## Thành tích

### Câu lạc bộ
PVF
- Giải bóng đá vô địch U-15 quốc gia: 2012[11]
- Giải bóng đá vô địch U-17 quốc gia: 2014
- Giải bóng đá vô địch U-19 quốc gia: 2015

Thành phố Hồ Chí Minh
- V.League 2: 2016

### Quốc tế
U-19 Việt Nam
- Giải vô địch U-19 Đông Nam Á: Á quân (2015); Hạng ba (2016)
- Giải vô địch U-21 Nations Cup Malaysia: 2016
- Giải bô địch U-19 KBZ Bank Cup: 2016

U-22 Việt Nam
- Huy chương vàng Đại hội Thể thao Đông Nam Á: 2019

U-23 Việt Nam
- Hạng ba M-150 Cup 2017
- Á quân Giải vô địch U-23 châu Á: 2018

Việt Nam
- Giải vô địch bóng đá Đông Nam Á: 2018